# О’Хэр, Денис
Де́нис Па́трик Ше́ймус О’Хэр (англ. Denis Patrick Seamus O'Hare; род. 17 января 1962) — американский актёр и драматург. Лауреат премии «Тони» и трёхкратный номинант на премию «Эмми». Наиболее известен по роли Расселла Эджингтона в телесериале «Настоящая кровь» (2010—2012) и участию в телесериале-антологии «Американская история ужасов» (2011—2021).

## Ранние годы
О’Хэр родился в Канзас-Сити, штат Миссури, в семье Маргарет Карен О’Хэр (урождённой Кеннеди; 1931—2008) и Джона М. О’Хэра. Его мать была пианисткой, и О’Хэр вырос, играя на органе в церкви. У него есть три сестры, Пэм, Патриша и Кэтлин, а также брат Майкл. О’Хэр рос в Саутфилде, пригороде Детройта, и Блумфилд-Хиллз, куда его семья переехала, когда ему исполнилось 15 лет. О’Хэр также имеет ирландский паспорт — его дед по отцовской линии эмигрировал из Ирландии в США в 1920-х годах.
Будучи подростком, О’Хэр состоял в школьном хоре и в 1974 году отправился на своё первое прослушивание, где получил музыкальную партию в постановке мюзикла «Show Boat». В 1980 году О’Хэр покинул Детройт и уехал в Чикаго для обучения театральному искусству в Северо-Западном университете. В первой половине 1990-х годов, он активно сотрудничал с группой Барроу.

## Карьера

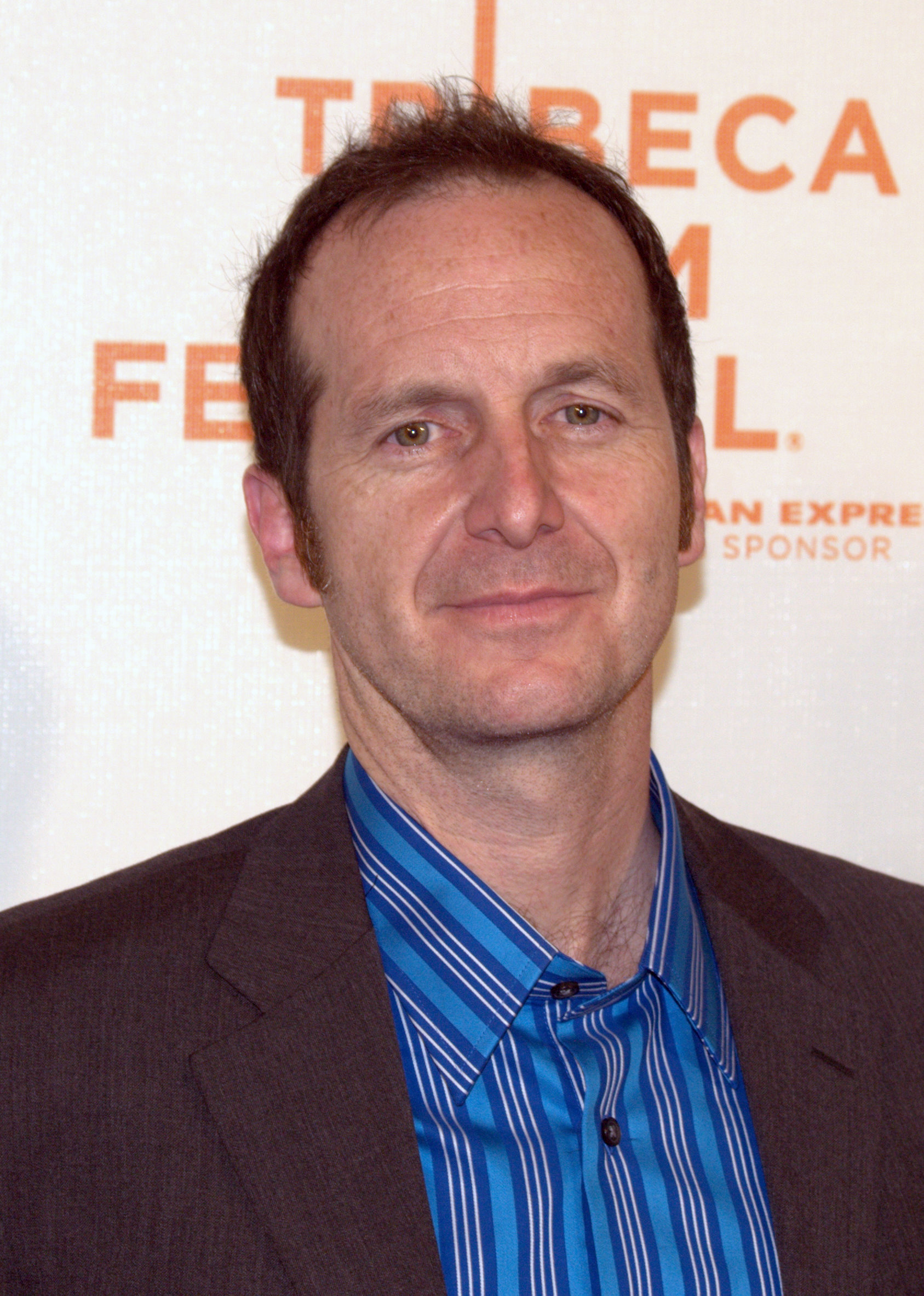
О’Хэр на кинофестивале «Трайбека» в 2009 году

Актёрскую карьеру Денис О’Хэр начал в 1993 году сыграв небольшую роль в телесериале «Закон и порядок». После он продолжил играть небольшие роли в различных фильмах и телесериалах.
Его прорыв состоялся в 2003 году, после роли в пьесе «Забери меня отсюда», за которую он был удостоен премий «Тони» и «Драма Деск», в номинации «Лучшая мужская роль второго плана в пьесе». В 2005 году актёр получил премию «Драма Деск», за роль Оскара Лидквиста в мюзикле «Милая Чарити».
В 2004 году он сыграл Шарля Гито в Бродвейской постановке Стивена Сондхайма, «Убийцы». За эту роль О’Хэр получил номинацию на премию «Тони», в категории «Лучшая мужская роль в мюзикле», в 2004 году.
Также он сыграл роли в постановках «Кабаре», «Майор Барбара», «По следу ветра», «Эллинг», «В лес» и др.
Его киноработы включают в себя роли в фильмах: «Годовщина» (2001), «21 грамм» (2003), «Страна садов» (2004), «Цена измены» (2005), «Полу-Нельсон» (2006), «Майкл Клейтон» (2007), «Её сердце» (2007), «Война Чарли Уилсона» (2007), «Подмена» (2008), «Возмездие» (2010) и др.
Также он сыграл эпизодические роли в телесериалах: «Хроники молодого Индианы Джонса», «C.S.I.: Место преступления», «Смертельно скучающий», «Брод Сити» и др.
Следующие его заметные роли — политик Джон Бриггс в биографическом фильме «Харви Милк» (2009) и вампир Рассел Эджингтон, в телесериале «Настоящая кровь» (2010—2012).
Большую популярность и признание актёр получил благодаря участию в телесериале-антологии канала FX, «Американская история ужасов» (2011—2016), в котором он сыграл различные роли в пяти сезонах. Работа в этом сериале принесла ему две номинации на премию «Эмми» (2012, 2015), а также всеобщее признание от критиков за его роль Лиз Тейлор в пятом сезоне сериала.
С 2016 по 2017 год, Денис О’Хэр играл гостевую роль в драматическом телесериале канала NBC, «Это мы», которая принесла ему третью номинацию на премию «Эмми», в категории «Лучший приглашённый актёр в драматическом телесериале», в 2017 году.

## Личная жизнь
О’Хэр — открытый гей. С 2011 года он состоит в браке с дизайнером интерьера Хьюго Редвудом. У них есть приёмный сын, Деклан. Они живут в Париже, Франция.

## Фильмография

### Кино
| Год  |     | Русское название              | Оригинальное название             | Роль                         |
| ---- | --- | ----------------------------- | --------------------------------- | ---------------------------- |
| 1997 | ф   | День Святого Патрика          | St. Patrick's Day                 | Рассел                       |
| 1998 | ф   | Красная река                  | River Red                         | отец                         |
| 1999 | ф   | Сладкий и гадкий              | Sweet and Lowdown                 | Джейк                        |
| 2001 | ф   | Годовщина                     | The Anniversary Party             | Райан Роуз                   |
| 2003 | ф   | 21 грамм                      | 21 Grams                          | доктор Ротберг               |
| 2004 | ф   | Страна садов                  | Garden State                      | Альберт                      |
| 2005 | ф   | Цена измены                   | Derailed                          | адвокат Джерри               |
| 2005 | ф   | Высоты                        | Heights                           | Эндрю                        |
| 2006 | ф   | Полу-Нельсон                  | Half Nelson                       | Джимбо                       |
| 2006 | ф   | Стефани Дейли                 | Stephanie Daley                   | Фрэнк                        |
| 2007 | ф   | Гранит науки                  | Rocket Science                    | Дойл Хефнер                  |
| 2007 | ф   | Её сердце                     | A Mighty Heart                    | Джон Басси                   |
| 2007 | ф   | Жизнь как катастрофа          | Trainwreck: My Life as an Idoit   | Майк                         |
| 2007 | ф   | Майкл Клейтон                 | Michael Clayton                   | мистер Грир                  |
| 2007 | ф   | Няньки                        | The Babysitters                   | Стэн Лайнер                  |
| 2007 | ф   | Наркоз                        | Awake                             | аналитик финансовых новостей |
| 2007 | ф   | Война Чарли Уилсона           | Charlie Wilson's War              | Гарольд Холт                 |
| 2008 | ф   | Пташка                        | Pretty Bird                       | Чак                          |
| 2008 | ф   | Ой, мамочки                   | Baby Mama                         | доктор Мэнхайм               |
| 2008 | ф   | Подмена                       | Changeling                        | Джонатан Стил                |
| 2008 | ф   | Карантин                      | Quarantine                        | Рэнди                        |
| 2008 | ф   | Харви Милк                    | Milk                              | сенатор Джон Бриггс          |
| 2009 | ф   | Предложение                   | The Proposal                      | мистер Гилбертсон            |
| 2009 | ф   | Ничего личного                | Duplicity                         | Дюк Монахан                  |
| 2009 | ф   | Англичанин в Нью-Йорке        | An Englishman in New York         | Филлип Стил                  |
| 2009 | ф   | Короткие интервью с подонками | Brief Interviews with Hideous Men | А / Объект №3                |
| 2010 | ф   | Возмездие                     | Edge of Darkness                  | Мур                          |
| 2011 | кор |                               | 5,000 Feet Is the Best            | Пилот                        |
| 2011 | ф   | Орёл Девятого легиона         | The Eagle                         | Луторий                      |
| 2011 | кор | Призраки Лос-Анджелеса        | The Ghosts of Los Angeles         | Джош                         |
| 2011 | ф   | Дж. Эдгар                     | J. Edgar                          | Алберт Озборн                |
| 2013 | ф   | Божье Дитя                    | C. O. G.                          | Джон                         |
| 2013 | ф   | Далласский клуб покупателей   | Dallas Buyers Club                | доктор Севард                |
| 2014 | ф   | Судья                         | The Judge                         | доктор Моррис                |
| 2014 | ф   | Город, который боялся заката  | The Town That Dreaded Sundown     | Чарльз Б. Пирс               |
| 2014 | ф   | Пирамида                      | The Pyramid                       | доктор Майлз Холден          |
| 2016 | ф   | Из ниоткуда                   | From Nowhere                      | Исаак                        |
| 2016 | ф   | Миссия: Неадекватна           | Army of One                       | агент Досс                   |
| 2017 | ф   | Послушница                    | Novitiate                         | архиепископ Маккарти         |
| 2017 | ф   | Очарование                    | Allure                            | Уильям                       |
| 2018 | ф   | Частная жизнь                 | Private Life                      | доктор Дордик                |
| 2018 | ф   | Месть Лиззи Борден            | Lizzie                            | Джон Морс                    |
| 2019 | ф   | В прямом эфире                | Late Night                        | Брэд                         |
| 2019 | ф   | Наступит день                 | The Day Shall Come                | Энди                         |
| 2019 | ф   | Глотай                        | Swallow                           | Эрвин                        |
| 2019 | ф   |                               | Bottom of the 9th                 | офицер Лонерган              |
| 2019 | ф   | Щегол                         | The Goldfinch                     | Люциус Рив                   |
| 2020 | ф   | Удалить историю               | Effacer l'historique              | американский миллионер       |

### Телевидение
| Год       |    | Русское название                           | Оригинальное название                 | Роль                                          |
| --------- | -- | ------------------------------------------ | ------------------------------------- | --------------------------------------------- |
| 1993      | с  | Закон и порядок                            | Law & Order                           | Гарольд Моррисси                              |
| 1993      | с  | Хроники молодого Индианы Джонса            | The Young Indiana Jones Chronicles    | Китинг                                        |
| 1994      | с  | Полицейские под прикрытием                 | New York Undercover                   | Карсон                                        |
| 1995      | с  | Вердикты Райта                             | The Wright Verdicts                   | Дойл                                          |
| 1998      | тф | Может быть святой                          | Saint Maybe                           | преподобный Эмметт                            |
| 2000      | тф | Гамлет                                     | Hamlet                                | Озрик                                         |
| 2000      | с  | Закон и порядок: Специальный корпус        | Law & Order: Special Victims Unit     | Джимми Уолл                                   |
| 2001—2002 | с  | Центральная улица, 100                     | 100 Centre Street                     | Лу                                            |
| 2005      | тф | Ангел                                      | Angel Rodriguez                       | Генри                                         |
| 2005      | тф | Однажды на матрасе                         | Once Upon a Mattress                  | Бесстрашный Принц                             |
| 2006      | с  | Правосудие                                 | Justice                               | Ларри Бауэрс                                  |
| 2007      | с  | Американское приключение                   | The American Experience               | Генри Ли                                      |
| 2007      | с  | C.S.I.: Место преступления                 | CSI: Crime Scene Investigation        | Том Майклс                                    |
| 2007—2009 | с  | Братья и сёстры                            | Brothers and Sisters                  | Трэвис Марч                                   |
| 2008      | с  | Закон и порядок: Преступное намерение      | Law & Order: Criminal Intent          | отец Шей                                      |
| 2008      | тф | Башня                                      | The Tower                             | Ричард Марч                                   |
| 2009      | тф | Холм Мэгги                                 | Maggie Hill                           | Майло Маркус                                  |
| 2009      | с  | Смертельно скучающий                       | Bored to Death                        | доктор Дэвид Уорт                             |
| 2009—2016 | с  | Хорошая жена                               | The Good Wife                         | судья Чарльз Абернэти                         |
| 2009—2010 | с  | C.S.I.: Место преступления Майами          | CSI: Miami                            | Эван Талбот                                   |
| 2010      | с  | Американский опыт                          | American Experience                   | Бенджамин Латроб                              |
| 2010—2012 | с  | Настоящая кровь                            | True Blood                            | Рассел Эджингтон                              |
| 2011      | с  | Американская история ужасов: Дом-убийца    | American Horror Story: Murder House   | Ларри Харви                                   |
| 2013—2014 | с  | Американская история ужасов: Шабаш         | American Horror Story: Coven          | Сполдинг                                      |
| 2014      | с  | Рейк                                       | Rake                                  | Грэм Мюррей                                   |
| 2014      | тф | Обычное сердце                             | The Normal Heart                      | Хайрам Киблер                                 |
| 2014—2015 | с  | Американская история ужасов: Фрик-шоу      | American Horror Story: Freak Show     | Стэнли                                        |
| 2015      | с  | Комедианты                                 | Comedians                             | Дэнис Грант                                   |
| 2015—2016 | с  | Американская история ужасов: Отель         | American Horror Story: Hotel          | Лиз Тейлор                                    |
| 2016      | с  | Американская история ужасов: Роанок        | American Horror Story: Roanoke        | Уильям Ван Хендерсон / доктор Элиас Каннингем |
| 2016—2018 | с  | Это мы                                     | This is us                            | Джесси                                        |
| 2017      | с  | Когда мы восстанем                         | When We Rise                          | Джим Фостер                                   |
| 2017      | с  | Брод Сити                                  | Broad City                            | Терри                                         |
| 2017—2018 | с  | Хорошая борьба                             | The Good Fight                        | судья Чарльз Абернати                         |
| 2019      | с  | Большая маленькая ложь                     | Big Little Lies                       | Айра Фарбер                                   |
| 2021      | с  | Американская история ужасов: Двойной сеанс | American Horror Story: Double Feature | Холден Вон                                    |

## Театр

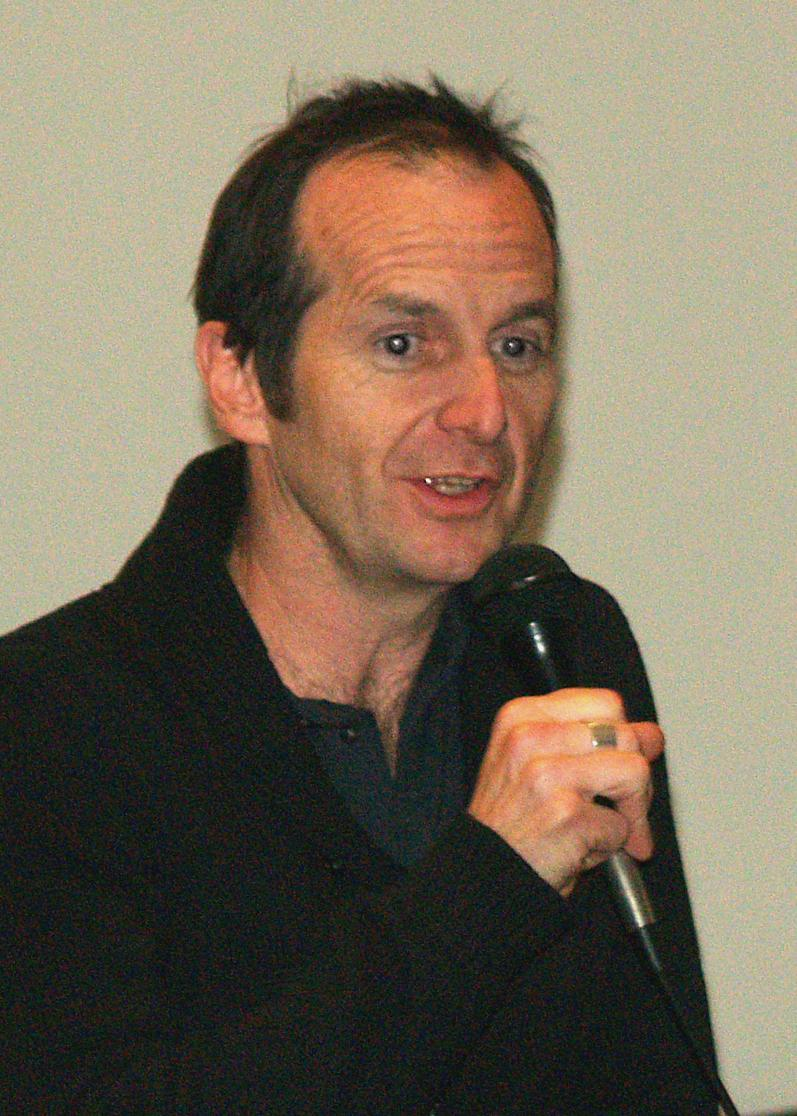
О’Хэр на премьере фильма «Харви Милк», 8 декабря 2008 года

| Год       | Название           | Роль            |
| --------- | ------------------ | --------------- |
| 1992      | Хаутман            | Ричард Хаутман  |
| 1995      | Гонки демонов      | Эван Гильмур    |
| 1998—2004 | Кабаре             | Эрнст Людвиг    |
| 2001      | Майор Барбара      | Адольф          |
| 2003—2004 | Забери меня отсюда | Мэйсон Марзак   |
| 2004      | Убийцы             | Шарль Гито      |
| 2005      | Милая Чарити       | Оскар Линдквист |
| 2007      | По следу ветра     | К. Хорнбек      |
| 2010      | Эллинг             | Эллинг          |
| 2012      | В лес              | пекарь          |

## Награды и номинации
Полный список наград и номинаций на сайте IMDb.com.
| Награда                         | Год  | Категория                                                   | Работа                                  | Результат |
| ------------------------------- | ---- | ----------------------------------------------------------- | --------------------------------------- | --------- |
| Эмми                            | 2012 | Лучшая мужская роль второго плана в мини-сериале или фильме | Американская история ужасов: Дом-убийца | Номинация |
| Эмми                            | 2015 | Лучшая мужская роль второго плана в мини-сериале или фильме | Американская история ужасов: Фрик-шоу   | Номинация |
| Эмми                            | 2017 | Лучший приглашённый актёр в драматическом телесериале       | Это мы                                  | Номинация |
| Премия Гильдии киноактёров США  | 2009 | Лучший актёрский состав в игровом кино                      | Харви Милк                              | Номинация |
| Премия Гильдии киноактёров США  | 2014 | Лучший актёрский состав в игровом кино                      | Далласский клуб покупателей             | Номинация |
| Премия Гильдии киноактёров США  | 2020 | Лучший актёрский состав в драматическом сериале             | Большая маленькая ложь                  | Номинация |
| Тони                            | 2003 | Лучшая мужская роль второго плана в пьесе                   | Забери меня отсюда                      | Победа    |
| Тони                            | 2004 | Лучшая мужская роль в мюзикле                               | Убийцы                                  | Номинация |
| Obie                            | 2003 | Лучшая мужская роль второго плана в пьесе                   | Забери меня отсюда                      | Победа    |
| Драма Деск                      | 1993 | Лучшая мужская роль в пьесе                                 | Хаутман                                 | Номинация |
| Драма Деск                      | 2003 | Лучшая мужская роль второго плана в пьесе                   | Забери меня отсюда                      | Победа    |
| Драма Деск                      | 2005 | Лучшая мужская роль в мюзикле                               | Милая Чарити                            | Победа    |
| Драма Деск                      | 2012 | Лучшее сольное выступление                                  | Илиада                                  | Номинация |
| Премия Внешнего округа критиков | 2003 | Лучшая мужская роль второго плана в пьесе                   | Забери меня отсюда                      | Победа    |
| Премия Внешнего округа критиков | 2005 | Лучшая мужская роль в мюзикле                               | Милая Чарити                            | Номинация |
| Премия Внешнего округа критиков | 2012 | Лучшее сольное выступление                                  | Илиада                                  | Победа    |